# Xylocopa smithii
Xylocopa smithii là một loài Hymenoptera trong họ Apidae. Loài này được Ritsema mô tả khoa học năm 1876.